# Sabah Abouessalam
Sabah Abouessalam est une sociologue de l'urbain, née le 13 avril 1959 à Marrakech, au Maroc, marocaine ainsi que naturalisée française le 10 mai 1994. Après avoir été maître de conférences à l’université Paris1-Panthéon-Sorbonne de 1993 à 2006, puis professeure à l'Institut national d'aménagement et d'urbanisme (INAU) en 2006 au Maroc, elle est sociologue au sein de l'Institut des sciences de la communication du CNRS.

## Biographie

### Formation
Après des études secondaires à Marrakech, au Maroc, qui l'ont conduite au baccalauréat, Sabah Abouessalam a effectué des études de sociologie à Grenoble, jusqu'à l'obtention d'une licence en 1979. Elle a soutenu en 1992 à l'Université Paris I Panthéon-Sorbonne une thèse en géographie, rédigée sous la direction de Michel Rochefort et ayant pour titre Pauvreté urbaine et comportements résidentiels à Marrakech, pour laquelle elle a obtenu les félicitations du jury.

## Enseignement et recherches en France puis au Maroc
Après la soutenance de sa thèse, Sabah Abouessalam est nommée maître de conférences à l’Université Paris 1-Sorbonne en 1993. Elle y enseigne jusqu'en 2006 et y dirige le DESS "Aménagement local et dynamiques Territoriales dans les PED" de 2000 à 2006. Elle a ensuite été nommée professeure à l'Institut national d'aménagement et d'urbanisme (INAU) de Rabat en 2006. Elle a assuré à ce poste des missions d'enseignement et de recherche, ainsi qu'un grand nombre de conférences de 2006 à 2013, en sociologie urbaine mais aussi en politiques du logement dans les pays en développement, en démocratie participative, citoyenneté et gestion urbaine, en développement local et en médiation sociale.

## Rencontre et travaux avec Edgar Morin
De 1979 à 1992, Sabah Abouessalam a lu de nombreuses œuvres d'Edgar Morin, dont la pensée a structuré ses réflexions alors qu’elle était étudiante en sociologie puis en urbanisme. Plusieurs sessions de travail et des conférences en commun ont précédé leur rencontre en avril 2009, lors du festival des musiques sacrées à Fès ; depuis, le couple ne se sépare plus.
Le couple s'est marié en 2012. Depuis lors, Sabah Abouessalam ne cesse de travailler avec et pour son mari. Elle a contribué successivement aux ouvrages « La voie » en 2011 , puis « Ignorance, Connaissance, Mystère », puis « La France est une et multiculturelle » (Fayard, 2011), puis « L'homme est faible devant la femme » (Presses de la Renaissance, 2013), puis en 2020 « Changeons de voie - Les leçons du coronavirus » (Denoël, 2020).

### Depuis 2018
Depuis 2018, Sabah Abouessalam travaille à installer la Fondation Edgar Morin. Le 23 septembre 2020, la Fondation est créée à Paris.
Dans un autre domaine, Sabah Abouessalam a tenté en 2013, avec la collaboration de son mari Edgar Morin, de réhabiliter une ferme écologique de sa famille dans la région de Marrakech, s’inspirant de l’agro-écologie de Pierre Rabhi. Selon elle, une telle ferme permettrait « d'inciter les paysans à demeurer dans leurs terres auxquelles serait restituée une rentabilité ».

## Publications
- 1994 : Tendances des politiques foncières au Maroc et complexité du statut du sol, in The Maghreb review, Londres
- 1998 : Pauvreté et projet d'intégration urbaine au Maroc, le cas de Marrakech, in ouvrage collectif Problématique urbaine au Maghreb, collection PUP
- 1998 : Dynamiques de l'espace français et aménagement du territoire, (p. 37-47 et p. 103-107) in Michel Rochefort Espaces d’exclusion dans les banlieues françaises, Éditions l'Harmattan
- 2011 : La France une et multiculturelle, ouvrage collectif, Éditions Fayard, Paris
- 2013 : L'homme est faible devant la femme (avec Edgar Morin), Presses de la Renaissance
- 2015 : Le 8 mars, parole de femmes, Pour une reconnaissance de pleine humanité, L'économiste, Édition N°:4477 Le 06/03/2015
- 2020 : Changeons de voie - Les leçons du coronavirus (avec Edgar Morin), Denoël